# 1840'erne
Århundreder: 18. århundrede – 19. århundrede – 20. århundrede
Årtier: 1790'erne 1800'erne 1810'erne 1820'erne 1830'erne – 1840'erne – 1850'erne 1860'erne 1870'erne 1880'erne 1890'erne
År: 1840 1841 1842 1843 1844 1845 1846 1847 1848 1849
Begivenheder
Personer